# NGC 1573A
NGC 1573A is een balkspiraalstelsel in het sterrenbeeld Giraffe. Het sterrenstelsel bevindt zich dicht bij NGC 1573.

## Synoniemen
- PGC 16052
- UGC 3150
- MCG 12-5-20
- ZWG 328.21
- IRAS04423+7322